# Comuna Noskivți, Jmerînka
Noskivți (în ucraineană Носківці) este o comună în raionul Jmerînka, regiunea Vinnița, Ucraina, formată din satele Demkiv și Noskivți (reședința).

## Demografie
Componența lingvistică a satului Noskivți
     Ucraineană (99,31%)
     Alte limbi (0,69%)
Conform recensământului din 2001, majoritatea populației satului Noskivți era vorbitoare de ucraineană (99,31%), existând în minoritate și vorbitori de alte limbi.